# Stalojåkka (Kiruna)
Stalojåkka (Samisch: Stállojohka) is een rivier annex beek, die stroomt in de Zweedse  gemeente Kiruna. De rivier, die volgens de opgave van het SMHI 31.030 meter lang is, verzorgt de verbinding tussen het Zuidelijke Stalomeer en de Korttobaai en mondt uiteindelijk uit in het Torneträsk.
Afwatering: Stalojåkka → Torneträsk → Torne → Botnische Golf